# Літературний Львів
«Літературний Львів» — часопис Львівської організації НСПУ. Виходить з 1992 року. Газета була оновлена у 2005 році, і відтоді орієнтується на аудиторію школярів та молоді, що цікавиться сучасними тенденціями в літературі. Наклад: 1000 примірників.